# Räffling

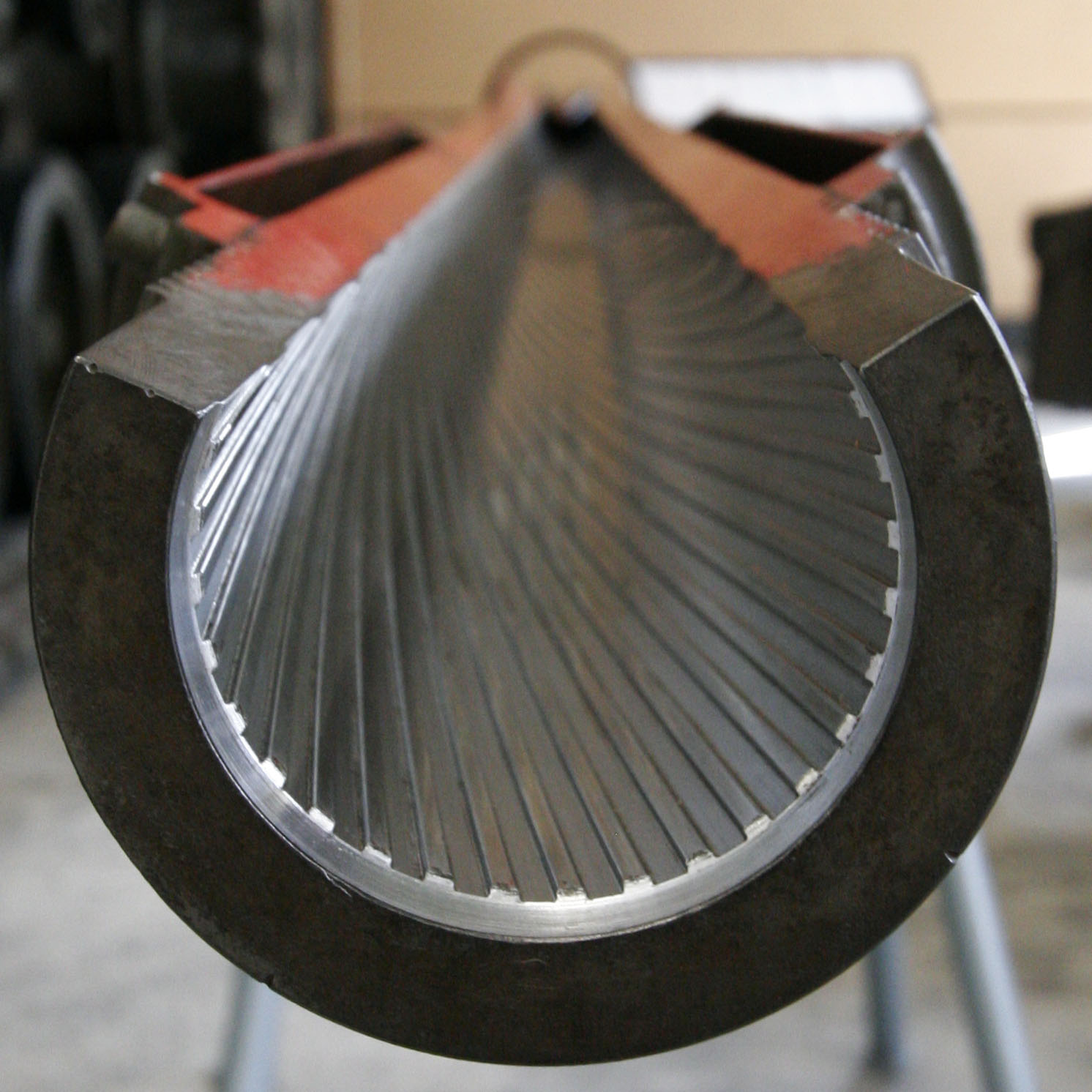
105 mm Royal Ordnance L7. Storbritannien och Indien är de enda länder som fortfarande använder räfflade stridsvagnskanoner.

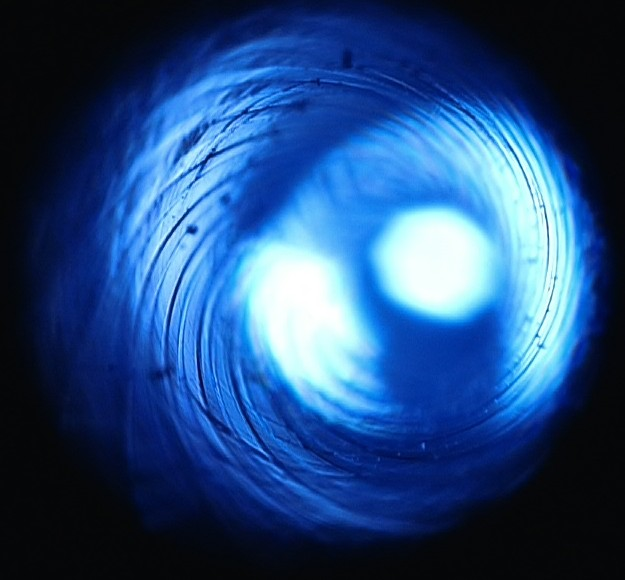
Räffling i en .35 Remington gevärspipa.

Räffling innebär att loppet i ett eldvapen borrats med längsgående spår invändigt, så kallade räfflor. Motsatsen till sådan borrning kallas slätborrning. Syftet med räfflorna är att gripa in i projektilen under avfyrning och styra den efter räfflornas riktning. Två typer av riktningar förekommer på räfflorna, raka räfflor (så kallad rakborrning) och spiralgående räfflor (så kallad spiralborrning). Räffling hänvisar huvudsakligen till den senare i modern tid. Ammunition ämnad för räffling är huvudsakligen mantlad ammunition och gördlad ammunition, vilka har detaljer som griper in i räfflingen. 
Spiralgående räfflor har i uppgift att sätta projektilen i rotation längs sin längdaxel under avfyrning, vilket skapar rotationsstabilisering i projektilbanan. Rotationsstabilisering gör bland annat att mindre ojämnheter eller skador på projektilen inte orsakar avdrift, men framför allt är det nödvändigt för att kunna skjuta avlånga ogivala eller torpedformade projektiler på längre avstånd med precision. Stabiliseringen gör att avlånga projektiler går med spetsen före i projektilbanan och behåller sin riktning istället för att börja tumla runt. I slätborrade vapen kan bara runda sfäriska projektiler avfyras, en avlång projektil utan fenor skulle börja tumla genast när den lämnar mynningen. 
Räfflor är alltså spåren i loppet, och upphöjningen mellan kallas bommar. Vanligtvis består räfflingen hos eldhandvapen av fyra högervridna räfflor medan artilleripjäser har ett större antal räfflor beroende på deras större kaliber. För att räfflingen ska kunna gripa in i projektilen måste den antingen vara något större än diametern mellan bommarna, vilket gäller för handvapen, eller vara försedd med en speciell fläns som har en något större diameter än bommarna, vilket gäller för grövre vapen. Denna fläns kan vara tillverkad av plast eller mässing, som sliter mindre på räfflingen.
En nackdel med roterande projektiler är att riktad sprängverkan fungerar sämre eftersom centrifugalkraften gör att strålen sprids ut.  Mot slutet av 50-talet hade Väst ökat stridsvagnarnas pansartjocklek  så mycket att roterande projektiler hade svårt att slå ut dem, den sovjetiska lösningen blev att sluta räffla stridsvagnskanonerna och istället stabilisera projektilerna med fenor. USA följde efter, men britterna valde att behålla räfflade stridsvagnskanoner eftersom de kunde skjuta sprängpansargranater. Dessa är visserligen inte lika bra mot stridsvagnar som projektiler med riktad sprängverkan, men å andra sidan är sprängpansargranater bättre på att demolera byggnader.
En annan nackdel med räfflade vapen är att en del av energin som kunde ha använts för att driva fram projektilen går åt för att rotera den. Ju längre och smalare projektil desto snabbare rotation krävs för att stabilisera projektilen. Med underkalibrig ammunition och långsmala pilprojektiler vill man nå mycket hög utgångshastighet och här är räffling till nackdel. Istället stabiliseras projektilen med fenor och skjuts från slätborrade eldrör.
Den längd av loppet, på vilken räfflan vrider sig ett helt varv, kallas räfflans stigning och anges vanligen antal tum per varv. En räffelstigning på 1:10  innebär att projektilen roterar ett varv på 10 tum. Motsvarande stigning i millimeter skrivs 1:254 mm. Stigningen avpassas så, att projektilen erhåller den utgångsrotationshastighet som fordras för att den under hela sin bana skall bibehålla erforderlig stabilitet, det vill säga utan att förlora sin stabilitet och börja tumla runt.